# Баженов, Никита Александрович
Ники́та Алекса́ндрович Баже́нов (род. 1 февраля 1985, Большое Буньково, Богородский городской округ, Московская область, СССР) — российский футболист, полузащитник и нападающий.

## Клубная карьера

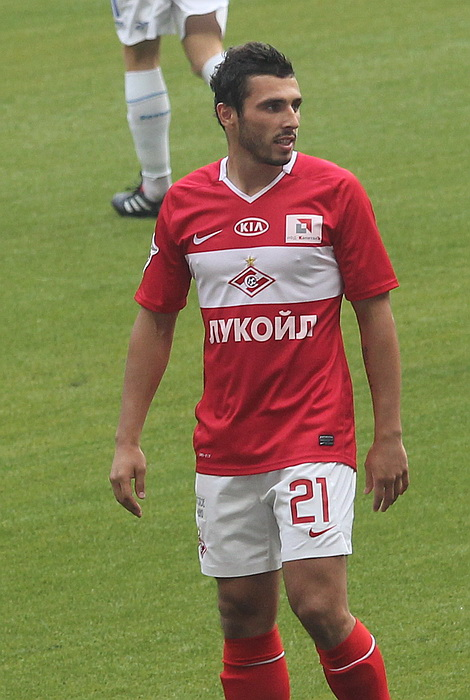
Баженов в «Спартаке» в 2010 году

Воспитанник команд СДЮСШОР-63 «Смена» (Москва), «Автомобилист» (Ногинск) и «Торпедо» (Люберцы).
В 2002 и 2003 годах выступал за дубль раменского «Сатурна». Дебют в основе подмосковного клуба состоялся 10 апреля 2004 года, когда выйдя на замену за 7 минут до конца матча с «Локомотивом» Баженов успел забить гол, который, впрочем, не помог команде уйти от поражения со счётом 1:2. Всего за «Сатурн» провёл 12 матчей и забил 5 мячей, чем привлёк внимание московского «Спартака», в который перешёл 28 июля 2004 года на правах свободного агента.
В «Спартаке» такой скорострельности как в «Сатурне» Баженову повторить не удалось. За первые полтора сезона в составе московского клуба в 24 матчах забил лишь 3 мяча. Сезон 2006 начинался для Баженова хорошо: ему удалось выдать трёхматчевую голевую серию, забив в ворота «Москвы», «Зенита» и «Торпедо», однако в скором времени результативность упала. При этом гол, забитый «Зениту», получился скандальным — Павлюченко попал в штангу, мяч отскочил Баженову в руку и попал в ворота. Впоследствии экспертно-судейская комиссия признала, что гол, засчитанный Александром Гончаром, был забит с нарушением правил. В этом же сезоне дебютировал в Лиге чемпионов, проведя два матча против «Слована» и по одному против «Шерифа» и «Баварии».
2007 год начал с гола в матче за Суперкубок России, в котором «Спартак» уступил ЦСКА со счётом 2:4. В чемпионате России 2007 провёл 16 матчей, забил 4 мяча.
2008 год стал для Баженова наиболее удачным за годы в «Спартаке»: он забил 6 мячей в чемпионате России, один из которых стал 1000-м для «Спартака» в чемпионатах России, а также 2 в еврокубках.
Следующий сезон получился неудачным. Баженов забил только 2 мяча в 22 играх и стал получать меньше игрового времени.
В 2010 году Баженов запомнился только голом в ворота «Челси» на «Стэмфорд Бридж». В чемпионате страны сыграл лишь 12 матчей, не забив ни одного гола.
В начале 2011 года перешёл в «Томь», подписав контракт на 3,5 года. Дебют футболиста в новом клубе состоялся 14 марта 2011 года в гостевой игре «Томи» против нижегородской «Волги». Всего же в первом сезоне в томской команде сыграл в 27 матчах, но так и не открыл счёт своим голам за клуб. Отправить первый мяч в ворота соперников «Томи» Баженову удалось 17 июля 2012 года в выездной игре против «Петротреста». Всего же за свой второй сезон в «Томи» забил 5 голов в 24 матчах первенства ФНЛ и помог клубу вернуться в Премьер-лигу. В сезоне 2013/14 провёл 13 матчей в чемпионате России, но голами не отметился. Летом 2014 года продлил контракт с клубом на 2 года. В октябре 2014 года отличился в четырёх матчах подряд, забив в трёх матчах по мячу, а ворота «Волгаря» поразил дважды. По итогам сезона 2014/15 стал лучшим бомбардиром томского клуба, забив 9 мячей в 28 матчах. В первых двух турах сезона 2015/16 попал в символическую сборную тура. Летом 2016 года по окончании контракта стал свободным агентом.
В феврале 2017 года подписал контракт с клубом второго дивизиона «Долгопрудный». В сезоне 2016/17 из-за травмы провёл всего один матч. Первые два гола забил 24 августа 2017 года, оформив дубль в ворота футбольного клуба «Муром». В сезоне 2018 выступал за «Окжетпес» в первой лиге Казахстана, за который провёл 24 матча и забил 16 мячей. 20 февраля 2019 года вернулся в «Долгопрудный». Выступал за «Долгопрудный» до конца сезона 2020/21, после чего клуб был разделён на две команды и Баженов стал выступать за «Олимп-Долгопрудный-2», за который в сезоне 2021/22 провёл 13 матчей и забил два мяча. 28 июля 2022 года объявил о завершении карьеры.

## Карьера в сборной

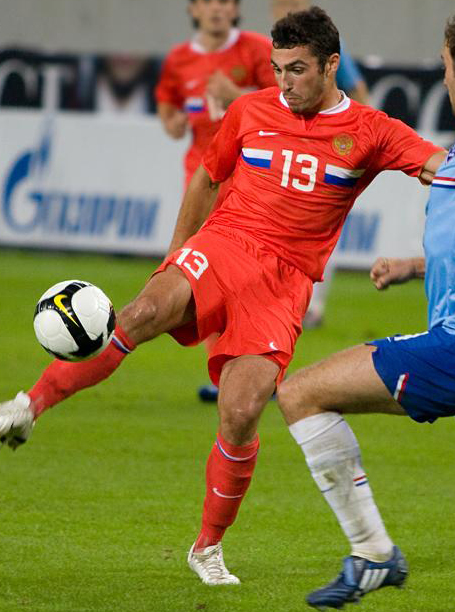
Баженов в сборной России в 2008 году

Баженов выступал за юношеские и молодёжную сборные России. За главную сборную сыграл один товарищеский матч — 20 августа 2008 года против сборной Нидерландов.

## Футбольная деятельность
13 октября 2022 года был назначен менеджером московского «Спартака» по игрокам в аренде. Он следит за футболистами, которые имеют контракт, но на временной основе выступают в других командах.

## Клубная статистика
| Клуб                 | Сезон            | Лига | Лига | Кубки | Кубки | Еврокубки | Еврокубки | Прочее | Прочее | Итого | Итого |
| Клуб                 | Сезон            | Игры | Голы | Игры  | Голы  | Игры      | Голы      | Игры   | Голы   | Игры  | Голы  |
| -------------------- | ---------------- | ---- | ---- | ----- | ----- | --------- | --------- | ------ | ------ | ----- | ----- |
| Сатурн (Раменское)   | 2004             | 12   | 5    | 0     | 0     | 0         | 0         | 0      | 0      | 12    | 5     |
| Сатурн (Раменское)   | Итого            | 12   | 5    | 0     | 0     | 0         | 0         | 0      | 0      | 12    | 5     |
| Спартак (Москва)     | 2004             | 11   | 1    | 1     | 0     | 0         | 0         | 0      | 0      | 12    | 1     |
| Спартак (Москва)     | 2005             | 10   | 1    | 2     | 1     | 0         | 0         | 0      | 0      | 12    | 2     |
| Спартак (Москва)     | 2006             | 11   | 3    | 5     | 0     | 4         | 0         | 0      | 0      | 20    | 3     |
| Спартак (Москва)     | 2007             | 16   | 4    | 3     | 0     | 4         | 1         | 1      | 1      | 24    | 6     |
| Спартак (Москва)     | 2008             | 22   | 6    | 2     | 0     | 7         | 2         | 0      | 0      | 31    | 8     |
| Спартак (Москва)     | 2009             | 22   | 2    | 1     | 0     | 0         | 0         | 0      | 0      | 23    | 2     |
| Спартак (Москва)     | 2010             | 12   | 0    | 1     | 0     | 1         | 1         | 0      | 0      | 14    | 1     |
| Спартак (Москва)     | Итого            | 104  | 17   | 15    | 1     | 16        | 4         | 1      | 1      | 136   | 23    |
| Томь                 | 2011/12          | 26   | 0    | 1     | 0     | 0         | 0         | 0      | 0      | 27    | 0     |
| Томь                 | 2012/13          | 24   | 5    | 2     | 0     | 0         | 0         | 0      | 0      | 26    | 5     |
| Томь                 | 2013/14          | 13   | 0    | 3     | 0     | 0         | 0         | 0      | 0      | 16    | 0     |
| Томь                 | 2014/15          | 28   | 9    | 1     | 1     | 0         | 0         | 2      | 0      | 31    | 10    |
| Томь                 | 2015/16          | 31   | 4    | 0     | 0     | 0         | 0         | 1      | 0      | 32    | 4     |
| Томь                 | Итого            | 122  | 18   | 7     | 1     | 0         | 0         | 3      | 0      | 132   | 19    |
| Окжетпес             | 2018             | 24   | 16   | 0     | 0     | 0         | 0         | 0      | 0      | 24    | 16    |
| Окжетпес             | Итого            | 24   | 16   | 0     | 0     | 0         | 0         | 0      | 0      | 24    | 16    |
| Олимп-Долгопрудный   | 2016/17          | 1    | 0    | 0     | 0     | 0         | 0         | 0      | 0      | 1     | 0     |
| Олимп-Долгопрудный   | 2017/18          | 12   | 9    | 0     | 0     | 0         | 0         | 0      | 0      | 12    | 9     |
| Олимп-Долгопрудный   | 2018/19          | 8    | 5    | 0     | 0     | 0         | 0         | 0      | 0      | 8     | 5     |
| Олимп-Долгопрудный   | 2019/20          | 7    | 3    | 0     | 0     | 0         | 0         | 0      | 0      | 7     | 3     |
| Олимп-Долгопрудный   | 2020/21          | 13   | 4    | 0     | 0     | 0         | 0         | 0      | 0      | 13    | 4     |
| Олимп-Долгопрудный   | Итого            | 41   | 21   | 0     | 0     | 0         | 0         | 0      | 0      | 41    | 21    |
| Олимп-Долгопрудный-2 | 2016/17          | 13   | 2    | 0     | 0     | 0         | 0         | 0      | 0      | 13    | 2     |
| Олимп-Долгопрудный-2 | Итого            | 13   | 2    | 0     | 0     | 0         | 0         | 0      | 0      | 13    | 2     |
| Всего за карьеру     | Всего за карьеру | 316  | 79   | 22    | 2     | 16        | 4         | 4      | 1      | 358   | 86    |

## Достижения
«Спартак»
- Чемпионат России
  - Вице-чемпион (4): 2005, 2006, 2007, 2009
- Кубок России
  - Финалист: 2005/06

«Томь»
- Первенство ФНЛ
  - Вице-чемпион: 2012/13
  - Бронзовый призёр: 2015/16

«Окжетпес»
- Первая лига
  - Чемпион: 2018

«Олимп-Долгопрудный»
- Первенство ПФЛ
  - Победитель (группа 2): 2020/21